# كين كارتر
كين كارتر (بالإنجليزية: Ken Carter)‏ هو شخصية أعمال أمريكي، ولد في 13 فبراير 1959 في Fernwood, Mississippi ‏ في الولايات المتحدة.

## وصلات خارجية
- الموقع الرسمي